# Soyauxia
Soyauxia là một chi thực vật có hoa thuộc họ Peridiscaceae. Chúng là những cây cỡ nhỏ hoặc cây bụi mọc đứng trong các khu rừng ẩm của khu vực nhiệt đới Tây Phi. Tám tên loài đã được công bố thuộc Soyauxia. Các loài bổ sung cũng đã được khám phá, tuy nhiên tên thực vật và mô tả của chúng sẽ chưa được công bố cho đến hết năm 2009 hoặc 2010. Loài điển hình của chi là Soyauxia gabonensis.
Soyauxia từ lâu được coi là một trường hợp dị thường và được nhiều tác giả phân loại, thường là được xếp vào họ Passifloraceae hoặc họ thực vật lỗi thời Flacourtiaceae. Nghiên cứu phát sinh loài phân tử đầu tiên về Soyauxia đã xếp nó vào Peridiscaceae. Vị trí của nó trong họ được xác định vào năm 2009.

## Loài
Soyauxia có các loài sau (tuy nhiên danh sách này có thể chưa đủ hoặc chứa từ đồng nghĩa.):
- Soyauxia floribunda, Hutchinson
- Soyauxia gabonensis, Oliver (đồng nghĩa Soyauxia bipindensis, Gilg ex Baker f.)[7]
- Soyauxia glabrescens, Engler
- Soyauxia grandifolia, Gilg & Stapf
- Soyauxia ledermanii, Sleumer
- Soyauxia talbotii, Baker f.
- Soyauxia velutina, Hutchinson & Dalziel